# Dorothea Maria Graff
Dorothea Maria Henriette Graff (2 février 1678 à Nuremberg ; 5 mai 1743 à Saint-Pétersbourg) est une femme peintre du XVIIIe siècle, qui vécut et exerça à Amsterdam et à Saint-Pétersbourg. Spécialisée dans la peinture de fleurs et d'insectes, elle pratiqua également la gravure, fut professeure à l'Académie et conservatrice. C'est la plus jeune fille de l'artiste et peintre de fleurs Maria Sibylla Merian (1647-1717). Elle appartient, par sa mère, à la lignée francfortoise de la famille Merian, originaire de Bâle.
Maria Sibylla Merian a formé une communauté d'artistes avec ses deux filles Johanna Helena Graff (1668-1723) et Dorothea Maria Graff. Plusieurs œuvres originellement attribuées à Maria Sibylla Merian, réalisées pendant ses dernières années d'activité, ont été identifiées plus tardivement comme une production de sa fille Dorothea Maria Graff. Dorothea Maria Graff a exercé son activité sous plusieurs pseudonymes artistiques : Dorothea Maria Merian (nom de famille de sa mère), Dorothea Maria Hendriks ou Gsell après ses mariages, ou « la Gsellscha » après son établissement en Russie.

## Biographie

### Enfance
Dorothea Maria Graff est née à Nuremberg. Elle est la fille des peintres Maria Sibylla Merian et de Johann Andreas Graff. Ses parents lui apprirent l'art de peindre, ainsi que la gravure sur cuivre, à elle comme à sa sœur aînée de dix ans, Johanna Graff.
L'enfance de Graff fut marquée par de nombreux déménagements. En 1681, Maria Sibylla Merian retourna à Francfort sans son mari, emmenant avec elle ses filles, afin de vivre avec sa mère à la suite de la mort de son beau-père Jacob Marrel. Malgré les tentatives de Johann Graff pour se réconcilier avec sa famille, Maria Sibylla Merian le quitta définitivement et s'installa avec ses filles et sa mère dans une communauté religieuse de labadistes à Wieuwerd, dans la Frise, aux Pays-Bas. Johan Graff, de son côté, retourna en Allemagne. Le divorce fut prononcé en 1692.
En 1691, les quatre femmes emménagèrent à Amsterdam, où elles ouvrirent un atelier de peinture de fleurs et de sujets botaniques, et continuèrent les travaux de Maria Sibylla Merian sur la métamorphose des chenilles.

### Voyage au Suriname
En février 1699, Merian vendit une grande partie de sa collection et de ses images pour financer un voyage au Suriname. Après avoir déposé un testament auprès d'un notaire d'Amsterdam, désignant ses filles comme légataires universelles, elle partit avec sa fille Dorothea Maria, alors âgée de 21 ans, en juin 1699, d'abord à Paramaribo, capitale d'état, puis dans la communauté labadiste de Providentia, distante de 65 km, où elles vécurent avec les piétistes.
Plusieurs excursions dans les forêts environnantes leur ont permis de rassembler des informations sur les insectes tropicaux, que Merian réutilisera par la suite dans son ouvrage sur la métamorphose des papillons du Suriname (Metamorphosis insectorum Surinamensium). Leur classification des papillons diurnes et nocturnes (appelés par elles « chapelles » (Kappelen) et « hiboux » (Eulen)) est encore valable aujourd'hui. Les noms attribués aux insectes sont issus de la langue locale.
En 1701, après deux ans de voyage, Dorothea Maria revint avec sa mère, atteinte du paludisme, à Amsterdam. Elles accostent le 23 septembre.

### Amsterdam
Quelques mois après son retour, Graff épousa un chirurgien d'Heidelberg, Philip Hendriks, qu'elle avait probablement rencontré au Suriname. Le mariage fut célébré le  2 décembre 1701. Le couple eut deux enfants, tous deux morts en bas âge.
Le couple emménagea avec Merian, où mère et fille établirent un commerce de gravures et de peintures. De ses voyages dans les tropiques, Philip Hendriks avait rapporté des échantillons, notamment des serpents. Les dessins de serpents réalisés à cette période, les représentant dans leur habitat naturel, sont attribués à Graff.
En 1711, la sœur aînée de Dorothea, Johanna, emménagea avec son mari au Suriname. Cette même année, le mari de Graff mourut, et elle se mit à exercer sous le nom de sa mère, Merian, probablement pour des raisons commerciales.
En 1713, mère et fille publièrent le premier volume de Der rupsen begin, voedsel en wonderbaare veranderingen (De la métamorphose des chenilles). Un deuxième volume vit le jour en 1714. Bien que le nom de ses filles n'y soit pas mentionné, Johanna et Dorothea participèrent toutes les deux à l'élaboration des planches.
En 1714, Maria Sibylla Merian fut victime d'un accident vasculaire cérébral qui la laissa partiellement paralysée, et Johanna retourna du Suriname pour une visite, pendant laquelle elle travailla, sous le nom de sa mère, au volume III de Der rupsen begin. Vraisemblablement, les œuvres créées pendant cette période, jusqu'à la mort de Merian en 1717, proviennent de sa fille Dorothea ou de Johanna.
En 1715, Graff se remaria avec le peintre suisse Georg Gsell, qui venait de divorcer de sa femme, et avait déjà logé avec elle et sa mère. Gsell vivait à Amsterdam depuis 1704, et avait quatre filles d'un premier mariage. Le couple eut trois fils, nés entre 1718 et 1722, et une fille, Salomé Abigail Gsell (1723-1794). Cette dernière épousa en 1773 le mathématicien Leonhard Euler, qui lui-même avait été marié, quelques années avant, à la demi-sœur de Salomé, Katherina Gsell, issue du premier mariage de Georg Gsell.
Gsell forma Graff à la peinture à l'huile, et elle lui enseigna le dessin et l'aquarelle. Depuis le Suriname, Johanna continua à fournir sa sœur en insectes et autres curiosités.
Après la mort de sa mère en janvier 1717, Graff fit publier le troisième volume de Der Raupen wunderbare Verwandlung und sonderbare Blumennahrung. Les travaux réalisés par la famille Merian furent acquis par Zacharias Conrad von Uffenbach, Pieter Teyler van der Hulst, et Robert Areskin.

### Saint-Pétersbourg
En 1717, Pierre le Grand demanda au couple Gsell-Merian de venir travailler pour lui, ce qu'ils firent après avoir vendu le plus grand nombre d’œuvres possibles de Maria Sibylla Merian. En octobre 1717, Georg Gsell devint peintre de cour à Saint-Pétersbourg, et Graff devint enseignante à l'Académie des Sciences de Russie, et conservatrice de la collection d'histoire naturelle du Kunstkamera (Musée d'ethnographie et d'anthropologie de l'Académie des sciences de Russie), qui incluait ses propres œuvres.
En 1736, elle retourna à Amsterdam faire l'acquisition d’œuvres de sa mère pour la collection. Elle mourut à Saint-Pétersbourg en 1743, trois ans après son mari.

## Style et influence

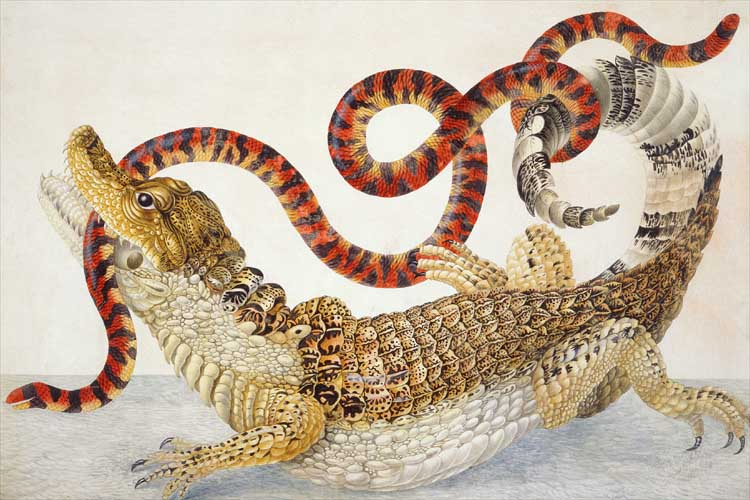
Caïman à lunettes et serpent (Anilius scytale), attribué à l'origine à Maria Sibylla Merian, réattribué en 1997 à Dorothea Maria Graff

En règle générale, Dorothea et Johanna Graff n'ont pas signé leurs œuvres, mais on sait aujourd'hui que beaucoup d’œuvres attribuées à Merian sont un travail conjoint ou exclusif de ses filles. Sam Segal, spécialiste dans la peinture de fleurs et de nature morte hollandaise, réattribue 30 des 91 folios de Merian présents au British Museum à la seule patte de Dorothea Maria.
Dorothea Maria se spécialisa dans la peinture de reptiles et d'amphibiens. Comparé au travail de sa mère, les compositions de Graff sont plus rigides et sont souvent dominées par une plante placée verticalement ou en diagonale.
Avec son mari, Dorothea Gsell a formé un groupe important d'artistes russes, dont Piotr Pagin, Mihail Nekrasov, Ivan Sheresperov et Andrej Grekov. Son travail à la Kunstkamera apporta une contribution significative au développement de la science et de l'art russes.